# ShutUp&Jam!
| Recensione | Giudizio |
| ---------- | -------- |
| AllMusic   |          |

ShutUp&Jam! è il quattordicesimo album di Ted Nugent, pubblicato nel 2014 per la Frontiers Records ed è il primo album in studio da Love Grenade del 2007.

## Tracce
Testi e musiche di Ted Nugent.
1. ShutUp&Jam! – 2:53
2. Fear Itself – 4:40
3. Everything Matters – 3:19
4. She's Gone – 2:58
5. Never Stop Believing – 6:10
6. I Still Believe – 3:43
7. I Love My BBQ – 2:51
8. Throttledown – 2:52
9. Do-Rags and a .45 – 2:12
10. Screaming Eagles – 2:52
11. Semper Fi – 2:36
12. Trample the Weak Hurdle the Dead – 3:27
13. Never Stop Believing (Blues) – 6:14

## Formazione
- Ted Nugent – chitarra, voce
- Derek St. Holmes – chitarra ritmica, cori, voce in Everything Matters
- Greg Smith – basso
- Mick Brown – batteria
- Sammy Hagar – voce in She's Gone[1][3]